# Джон Ґеддес (велогонщик)
Джон Ґеддес (англ. John Geddes, 13 серпня 1936) — британський велогонщик.
Бронзовий призер Олімпійських Ігор 1956 року в командній гонці переслідування.